# Jacques-François Grout de Saint-Georges

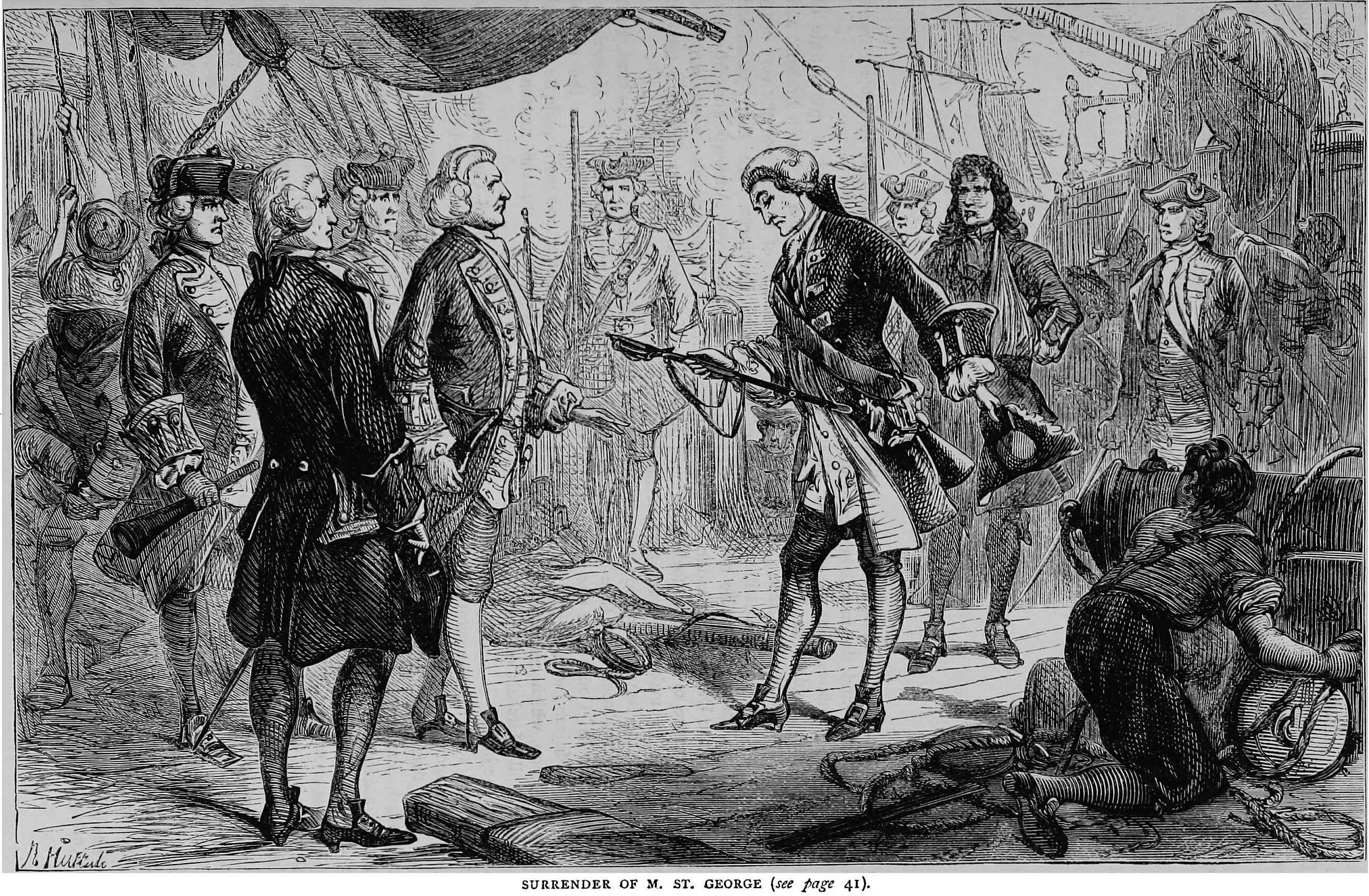
Chevalier de Saint-George von der Invincible übergibt seinen Degen nach der Ersten Seeschlacht am Kap Finisterre an Admiral Anson

Jacques-François Grout, Seigneur de Saint-Georges (* 17. September 1704 in Saint-Malo, Frankreich; † 24. Januar 1763 an Bord des Schiffes Le Fortuné, das sich damals in der Straße von Mosambik befand), war ein französischer Seeoffizier und Aristokrat während der Herrschaft der Könige Ludwigs XIV. und Ludwigs XV. Er diente im Österreichischen Erbfolgekrieg unter anderem in der Ersten Seeschlacht am Kap Finisterre, bei der er das Kommando über die Invincible führte und sich erst nach acht Stunden Kampf der großen britischen Übermacht ergab. Da seine Munition aufgebraucht war, hatte er während des Kampfes die Kanonen unter anderem mit seinem Silberbesteck beladen lassen.
Im Siebenjährigen Krieg war er zur Verteidigung der Inseln îles de France und Bourbon kommandiert und erreichte in Folge den Rang eines Chef d’escadre (Konteradmirals).

## Biografie

### Abstammung und Jugend
Jacques-François Grout de Saint-Georges stammte aus der Familie Grout, die ihren Ursprung in der niederländischen Familie Grotius, dort nun Groot genannt, hatte. Diese Familie stellte in der Republik der Vereinigten Niederlande Bürgermeister, Botschafter, die an mehreren Höfe Europas tätig waren, sowie mehrere Gelehrte und Literaten.
Der Zeitpunkt der Übersiedlung des Familienzweiges nach Frankreich ist nicht eindeutig geklärt. Laut Viton de Saint-Allais zog einer der Vorfahren, Josselin Grout, 1430 von Holland nach Saint-Malo und ließ sich dort nieder. Als König Franz I. im Oktober 1518 in die Bretagne kam, gewährte er der Familie Grout mehrere Privilegien sowie eine Wappenerhöhung.
Für Levot, Michaud und Abbé Manet war die Übersiedlung der Familie nach Frankreich später erfolgt. Um 1455 hätte Dideric Groot (* 1425), Bürgermeister von Delft und Großonkel von Hugo Grotius, der nach einem Aufstand gegen Moritz, Prinz von Oranien aus Holland verbannt worden war, zunächst auf der Insel Jersey, wo die Namensgebung der Gemeinde Grouville auf ihn zurückgehen soll, Zuflucht gesucht. Er ließ sich dann später in der Stadt Saint-Malo nieder.
Der Vater von Jacques-François Grout war königlicher Anwalt in der Admiralität von Saint-Malo (französisch: procureur du roi en l’amirauté), seine Mutter Anne-Françoise de La Haye. Aus dieser Verbindung gingen fünf Kinder hervor:
- Bernard Grout, Herr von Campaneux (* 5. September 1702), bekannt als „Le commandeur Grout“, Brigadier der königlichen Armee, Ritter des Ordre royal et militaire de Saint-Louis und des Ordre royal de Notre-Dame du Mont-Carmel et de Saint-Lazare de Jérusalem;
- X. sagt „abbé Grout“, Generalvikar von Saint-Omer;
- Jacques-François Grout, Herr von Saint-Georges;
- Marie Thérèse Grout, Ehefrau von Guillaume Magon du Clos-Doré, Oberstleutnant der Küstenwache von Cancale (Sohn von Nicolas Magon II de La Chipaudière);
- François-Nicolas Grout, Herr von Grassinais, Generalkapitän der Küstenwache im Departement Cancale, verheiratet mit Marie-Anne Gardin.

### Militärische Karriere bei der königlichen Marine

#### Jugend und Anfänge im Dienst derCompagnie des Indes
Im Alter von sechzehn Jahren trat Saint-Georges in den Dienst der Französischen Ostindienkompanie und diente zwischen 1720 und 1734 auf verschiedenen Schiffen des Unternehmens. Zu diesem Zeitpunkt wurde er zum Oberbefehlshaber der Kompanie berufen.
Während einer dieser Reisen hielt sich Saint-Georges in Canton auf, als in dieser Stadt ein Großbrand ausbrach. Er und seine Mannschaft beteiligten sich an den Rettungsarbeiten, wofür sie vom chinesischen Kaiser mit diversen Geschenken, darunter Gold, Silber sowie eine bestimmte Menge kaiserlichen Tees, der eigentlich ausschließlich für den besonderen Gebrauch am Hofe des Herrschers vorgesehen war, belohnt wurden.

### Österreichischer Erbfolgekrieg (1740–1748)
1744 kehrte er von seiner achten Reise nach Fernost zurück, als er unterwegs die Nachricht vom Kriegsausbruch zwischen Großbritannien und Frankreich erhielt. Nachdem er in Louisbourg auf der Île Royal seinen Anweisungen gefolgt war, erhielt er dort neue Befehle, die ihn aufforderten, sein Schiff für den Kriegseinsatz Krieg zu bewaffnen und einen Konvoi von drei Schiffen der Marine und einem weiteren Ostindienfahrer nach Frankreich zu eskortieren. Nur zwei Tage nach seiner Abreise wurde er durch einen Sturm von den anderen Schiffen getrennt, konnte aber, von britischen Schiffen unbehelligt, schließlich Frankreich erreichen.
Gegen Ende des Jahres 1746 übertrug ihm der Marineminister Maurepas ein weiteres Kommando über drei Schiffe für eine Konvoibegleitung nach Indien und ernannte ihn zum de Capitaine de Vaisseau (Kapitän zur See) für diesen Einsatz. Am 1. März 1747 wurde er in den königlichen und militärischen Orden von Saint-Louis aufgenommen, mit der Erlaubnis, den Orden bereits zu tragen, obwohl er mangels ausreichender Dienstjahre noch nicht zum Ritter des Ordens geschlagen werden konnte.

#### Begleitmission im Atlantik, März–April 1747

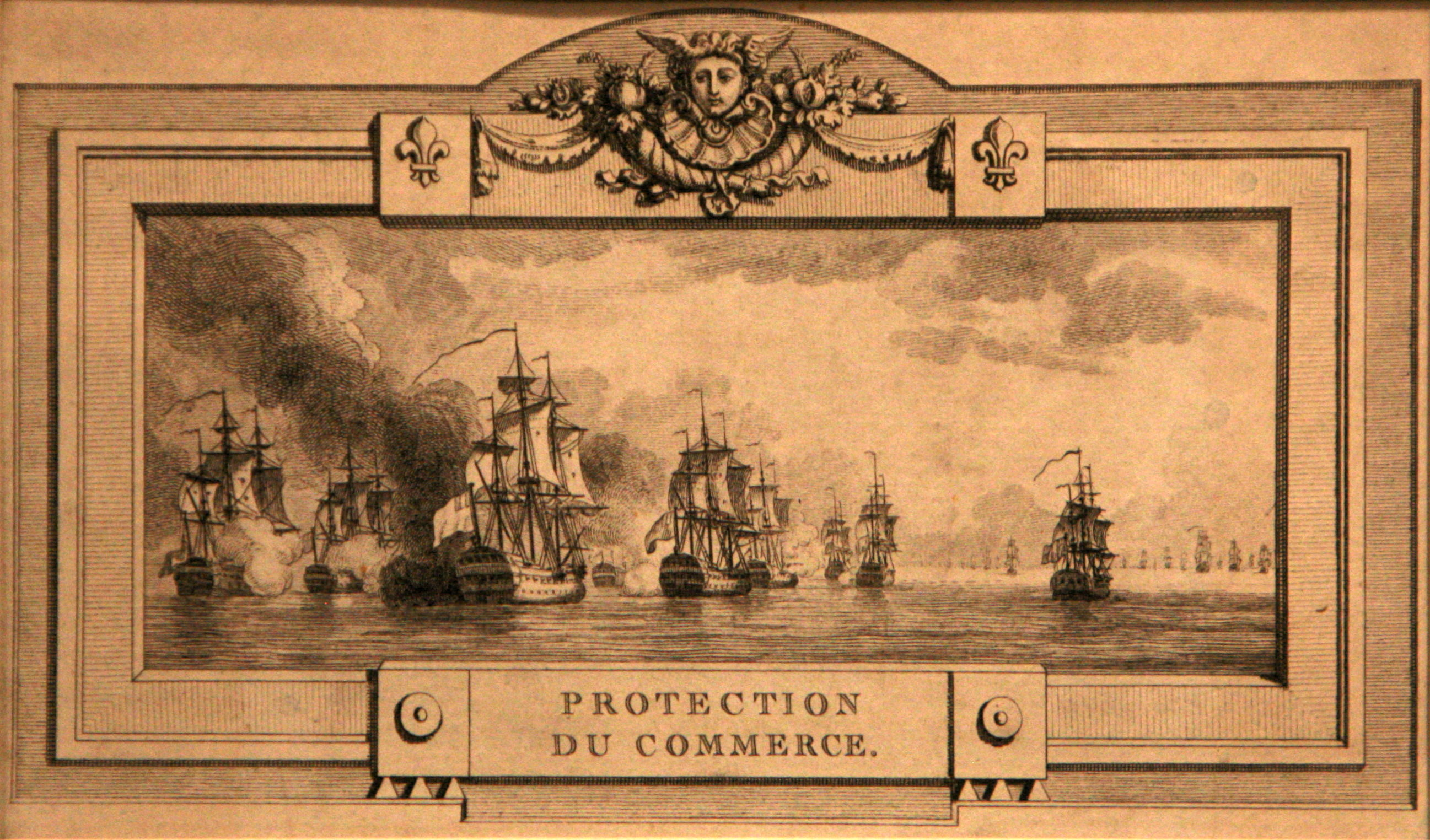
Während des Österreichischen Erbfolgekrieges war der Schutz des Handels eine der wesentlichen Aufgaben der französischen Marine.

Mit den drei Schiffen unter seinem Kommando, dem 74-Kanonen-Schiff Invincible, dem 64er Le Lys und dem 50er Le Jason stach er nach Abschluss der Ausrüstungsarbeiten am 27. März 1747 vom Hafen der Île de Groix aus in See, obwohl er wusste, dass fünf britische Kriegsschiffe zwischen Penmarch und der Île-de-Sein kreuzten. Trotz einiger Vorsichtsmaßnahmen, die Saint-Georges vorgenommen hatte, um ihnen auszuweichen, sah er bei Tagesanbruch diese fünf Schiffe im Wind direkt auf sich zukommen. Nachdem er seinen Konvoi versammelt hatte, versuchte er sich abzusetzen, allerdings verfolgten die britischen Schiffe ihn nicht, sondern drehten Richtung England ab.
Am nächsten Tag wurde der Konvoi von einem Sturm heimgesucht, in dem die Fregatte La Légère am 29. März in Seenot geriet und verlorenging. Von den 120 Mann, der Besatzung der La Légère konnten nur dreizehn gerettet werden. Der Sturm hielt noch einige weitere Tage an und wechselte dann mit Nebel, was das Manövrieren stark erschwerte. Weiterhin lauerten auch weitere britische Schiffe in der Gegend auf Beute.
Saint-Georges erreichte den Hafen der Insel Île-d’Aix letztlich nur mit der Le Jason und drei weiteren Schiffen, die alle schwer beschädigt waren.

### Schlacht am Kap Finisterre, 14. Mai 1747

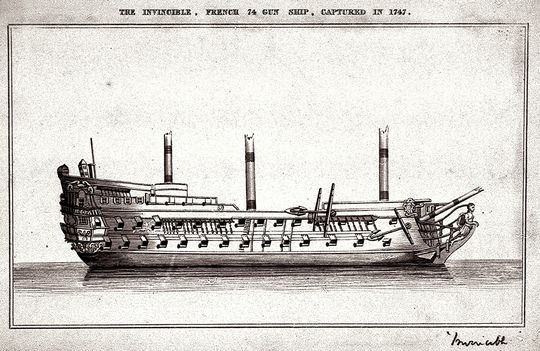
L’Invincible, schwer beschädigt als Prise in einem englischen Hafen. Das 74-Kanonen-Schiff hatte sich erst nach 8 stündigen Kampf und nach Verschuss der gesamten Munition ergeben.

Bei seiner Ankunft traf er auf den Chef d’escadre Jacques-Pierre de Taffanel de La Jonquière, der Befehl hatte mit zwei Linienschiffen und zwei Fregatten einen Konvoi von 40 Handelsschiffen nach Kanada zu eskortieren. Dieser bot ihm an, ein paar Tage auf ihn zu warten, damit sie zusammen dorthin auslaufen konnten, um sich so zumindest auf der Reise bis zum Kap Finisterre gegenseitig zu verstärken.
Saint-Georges nahm diesen Vorschlag an, allerdings verzögerte sich die Abreise bis zum 10. Mai. Auf dem Weg traten Gegenwinde auf, sodass sie am 12. Mai in Sichtweite der Küste Spaniens kamen und zwölf bis fünfzehn Meilen vor der Küste segelten, um Kap Ortegal zu passieren. Am 14. Mai, um 7:00 Uhr, meldeten die Aussichtsposten eine Anzahl Schiffe in Nordost nach Ostnordost und luvwärts der französischen Flotte. In der Folge ging das britische Geschwader unter dem Kommando von George Anson in Stellung. Das Geschwader hatte in der Nähe von Kap Finisterre gekreuzt und hatte den Auftrag, französische Konvois in dieser Gegend abzufangen. So hatte Anson schon einige Tage vorher den Konvoi, der von Dubois de La Motte geführt aus Saint-Domingue dort eintraf angegriffen und 48 Handelsschiffe erbeutet.

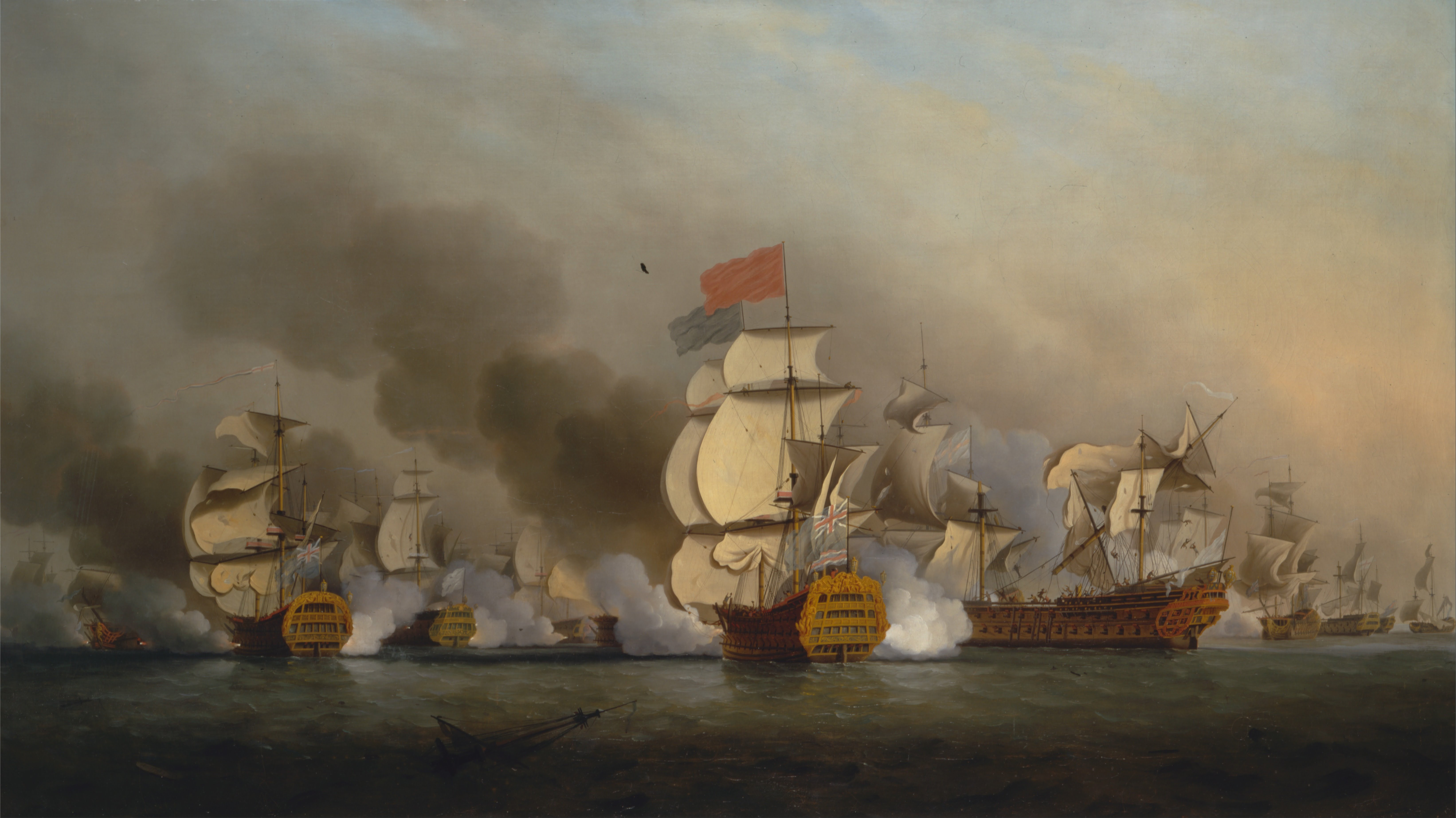
Vizeadmiral Sir George Ansons Sieg vor Kap Finisterre. Gemälde von Samuel Scott (1749).

Die britische Flotte bestand aus 15 Linienschiffen, einer Fregatte, einer Sloop und einem Brander. Jonquière erkannte, dass das Gefecht unvermeidlich war und gab seinerseits den Befehl zum Angriff. Die Diamant mit 52 Kanonen und 400 Mann Besatzung unter Kapitän Hocquart, bildete den Kopf der Kolonne, dahinter segelte Saint Georges Invincible mit 74 Kanonen und 650 Besatzungsmitgliedern. Ihm folgte Le Sérieux unter Charles-Alexandre de Morell d’Aubigny mit 64 Kanonen und 490 Mann Besatzung. Ihm folgten die weiteren Schiffe.
Anson ließ das Feuer eröffnen, was bereits nach kurzer Zeit dazu führte, dass die französischen Schiffe Apollon, Thétis und kurz darauf auch die Jason ihre Flaggen strichen. Rubis, Le Sérieux und Diamand setzten das Gefecht gegen den weit überlegenen Gegner solange wie möglich fort, mussten sich aber schließlich auch ergeben.

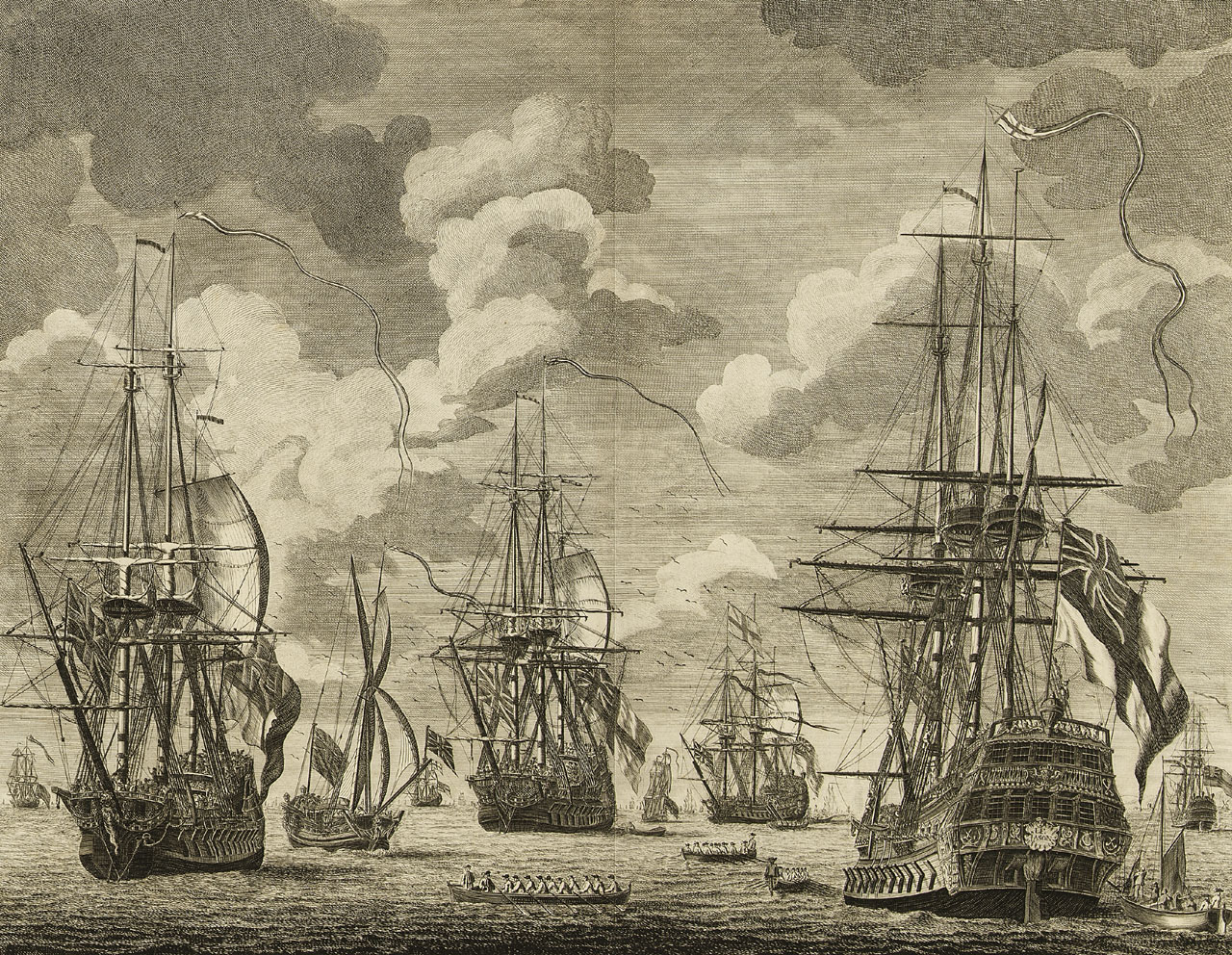
Drei der sechs am Kap Finisterre von den Briten erbeuteten französischen Schiffe: die Rubis, die Diamant und die Jason – hier dargestellt unter britischer Flagge. Lithographie von 1750.

Die Invincible geführt von Saint-Georges stand somit allein gegen das britische Geschwader. Als dem Schiff die Munition ausging, befahl der Kommandant, der bereits verwundet worden war, die Kanonen mit seinem Essbesteck zu laden. Schließlich war auch Saint-Georges gezwungen, der Überzahl nachzugeben. Mit sieben Fuß Wasser im Laderaum und ohne Masten und Segel ließ er die Flagge streichen.
Ein britischer Kapitän lobte im Nachgang das Verhalten der französischen Offiziere: „Ich habe nie ein besseres Verhalten gesehen als das des französischen Kommodore; und um die Wahrheit zu sagen, alle Offiziere dieser Nation haben großen Mut bewiesen; Keiner von ihnen ergab sich, bis es für sie absolut unmöglich war, zu manövrieren.“

### Siebenjähriger Krieg (1756–1763)
Nachdem Saint-Georges Chef d’escadre (Konteradmiral) geworden war, wurde er 1761 damit beauftragt, die îles de France und Bourbon mit den in diesen Gebieten verbliebenen Schiffen zu schützen, nachdem Anne Antoine d’Aché Anfang 1761 nach Europa zurückgekehrt war. Er kam am 24. Juni 1761 in der Île-de-France an, um Michel-Joseph Froger de l’Éguille abzulösen, der das Kommando über das Geschwader des Grafen d’Aché übernommen hatte, nachdem dieser abgereist war.
Am 8. August 1762 schickte er einen Teil dieses Geschwaders (Vengeur, Le Condé und La Fidèle) unter dem Kommando von Jean Baptiste Christy de La Pallière auf eine Einsatzfahrt in indischen Gewässern und unternahm selbst zeitgleich eine Reise mit der Le Fortuné und weiteren Schiffen an die arabischen und afrikanischen Küsten.
Saint-Georges starb in der Nacht vom 23. auf den 24. Januar 1763 an Bord seines Schiffes Le Fortuné, das sich zu dieser Zeit in der Straße von Mosambik befand.